# Labidochromis textilis
Labidochromis textilis е вид лъчеперка от семейство Цихлиди (Cichlidae).

## Разпространение
Видът е разпространен в Мозамбик и Танзания.